# Релятивистская квантовая химия
Релятивистская квантовая химия — раздел квантовой химии, использующий понятия из области квантовой механики и теории относительности для объяснения и предсказания свойств и структур соединений или атомов. Речь идёт об атомах, электроны которых имеют характерные скорости движения близкие к скорости света (0,2 с и выше). Примером могут служить атомы тяжёлых и сверхтяжёлых элементов.
Первоначально квантовая механика была разработана без учёта теории относительности. «Релятивистскими эффектами» являются расхождения между значениями, рассчитанными с помощью моделей с учётом и без учёта теории относительности. Релятивистские эффекты имеют важное значение для элементов с большими атомными номерами. Например, для лантаноидов и актиноидов.

## История
Начиная с 1935 года, Берта Свелс провела релятивистское описание многоэлектронных систем, вопреки сделанному в 1929 году Полем Дираком заявлению, что единственные недостатки, остающиеся в квантовой механике «… приводят к возникновению трудностей только тогда, когда задействованы высокоскоростные частицы, и поэтому не имеют значения при рассмотрении строения атомов и молекул и обычных химических реакций, в которых обычные квантово-механические расчёты, как правило, достаточно точны, если пренебречь релятивистским изменением массы и скорости, и принимать в расчёт только кулоновское взаимодействие между электронами и атомными ядрами».
Химики-теоретики в целом соглашались с заявлением Дирака вплоть до 1970-х годов, когда появились работы, которые показали реализацию релятивистских эффектов в соединениях тяжёлых элементов. Уравнение Шрёдингера в оригинальной статье 1926 года не учитывало теорию относительности. Релятивистские поправки к уравнению были сделаны позже (см. уравнения Клейна-Гордона-Фока), чтобы объяснить тонкую структуру атомных спектров. Однако эти и другие поправки к уравнению Шрёдингера не сразу получили распространение в химическом сообществе. Поскольку атомные спектры разрабатывались в значительной степени в области физики, а не химии, большинство химиков не были знакомы с релятивистской квантовой механикой, а их внимание было сосредоточено на свойствах более лёгких элементов.
Мнение Дирака о роли релятивистских эффектов для квантовой химии оказалось ошибочным по двум причинам:
- электроны s- и р-орбиталей движутся со значительной долей скорости света, если боровский радиус и заряд ядра достаточно велики
- существуют косвенные последствия релятивистских эффектов, которые особенно заметны для d- и f-атомных орбиталей[5].

## Качественное описание
Одним из наиболее важных и известных результатов релятивистской механики является то, что релятивистская масса электрона увеличивается при увеличении скорости:
{\displaystyle m_{rel}={\frac {m_{e}}{\sqrt {1-(v_{e}/c)^{2}}}},}
где {\displaystyle \displaystyle m_{e},v_{e},c} — масса покоя электрона, скорость электрона и скорость света соответственно.
Рисунок справа иллюстрирует изменение релятивистской массы электрона в зависимости от его скорости. Изменение массы электрона непосредственно влияет на боровский радиус {\displaystyle \displaystyle a_{0}} этого электрона:
{\displaystyle a_{0}={\frac {\hbar }{m_{e}c\alpha }},}
где {\displaystyle \hbar } — приведённая постоянная Планка,
{\displaystyle \alpha } — постоянная тонкой структуры (релятивистская поправка к модели Бора)
Арнольд Зоммерфельд вычислил, что для 1s-электрона в атоме водорода орбитальный радиус равен 0,0529 нм и α ≈ 1/137. То есть, такой электрон в основном состоянии атома водорода движется со скоростью около 1/137 скорости света.
Можно распространить этот результат на более сложные электронные системы, используя для грубой оценки вклада релятивистских эффектов формулу для 1s-электрона:
{\displaystyle v\approx Zc/137,}
где {\displaystyle v} - орбитальная скорость этого электрона,
{\displaystyle Z} — заряд ядра (или порядковый номер элемента в таблице Менделеева),
{\displaystyle c} — скорость света.
Например, для ядра золота {\displaystyle (Z=79)} получается {\displaystyle \alpha =0{,}58c} — то есть, он имеет скорость, близкую к 58 % скорости света. Подставляя это число в отношение {\displaystyle v/c} для расчёта релятивистской массы, получаем {\displaystyle m_{rel}=1{,}22m_{e}.} Используя это для оценки боровского радиуса {\displaystyle \displaystyle a_{0},} получаем, что он изменяется на 22 % по сравнению с  радиусом для такого же электрона в нерялятивистском приближении.
Если подставить в уравнение для релятивистской массы радиус Бора, то можно записать:
{\displaystyle a_{rel}={\frac {\hbar {\sqrt {1-(v_{e}/c)^{2}}}}{m_{e}c\alpha }},}
тогда:
{\displaystyle {\frac {a_{rel}}{a_{0}}}={\sqrt {1-(v_{e}/c)^{2}}}.}
Рисунок справа показывает как изменяется отношение релятивистского радиуса Бора к нерелятивистскому в зависимости от скорости электрона. Релятивистская модель предсказывает уменьшение радиуса орбиты с увеличением скорости.
Когда боровская модель распространяется на водородоподобные атомы с помощью квантового правила, радиус Бора выражается:
{\displaystyle r={\frac {n^{2}\hbar ^{2}4\pi \epsilon _{0}}{m_{e}Ze^{2}}},}
где {\displaystyle n} — главное квантовое число,
{\displaystyle Z} — атомный номер ядра.
В квантовой механике момент импульса описывается как {\displaystyle mv_{e}r=n\hbar .} Если подставить это в уравнение приведённое выше, то для {\displaystyle v_{e}} получается выражение:
{\displaystyle r={\frac {mv_{e}rn\hbar 4\pi \epsilon _{0}}{mZe^{2}}},}
{\displaystyle 1={\frac {v_{e}n\hbar 4\pi \epsilon _{0}}{Ze^{2}}},}
{\displaystyle v_{e}={\frac {Ze^{2}}{n\hbar 4\pi \epsilon _{0}}}.}
Используя атомную систему единиц, можно упростить выражение:
{\displaystyle v_{e}={\frac {Z}{n}}.}
Подставляя это выражение в приведённое выше отношение Бора, получаем:
{\displaystyle {\frac {a_{rel}}{a_{0}}}={\sqrt {1-\left({\frac {Z}{nc}}\right)^{2}}}.}
При малом значении {\displaystyle n} и боьшом значении {\displaystyle Z} будет:
{\displaystyle {\frac {a_{rel}}{a_{0}}}<1.}
Это неравенство интуитивно понятно: электроны с более низкими главными квантовыми числами будет иметь более высокую плотность вероятности вблизи ядра. Большой заряд  ядра придаёт электронам более высокую скорость (сила кулоновского взаимодействия прямо пропорционально величине заряда). Увеличение скорости повышает релятивистскую массу, в результате чего быстрые электроны будут в среднем больше времени находиться вблизи ядра (в квантовой механике полная энергия электрона обратно пропорциональна массе электрона и прямо пропорциональна характерному расстоянию электрона от ядра) и тем самым снижают эффективный радиус орбиталей этих электронов.

## Влияние на периодичность свойств элементов
Многие из химических и физических различий между 6-м периодом (Cs-Rn) и 5-м периодом (Rb-Xe) возникают из значительных релятивистских эффектов для элементов 6-го периода. Большой заряд ядра и одновременная удаленность электронов от него (на внешних оболочках) заставляет последних двигаться с околосветовыми скоростями. Эти релятивистские эффекты особенно велики для золота, платины и ртути.

### Ртуть
Ртуть (Hg) имеет температуру плавления Тпл.= −39 °C. Связи между атомами ртути Hg-Hg в её кристаллической решётке слабее, чем в простых веществах соседних с ней элементов — кадмия (Тпл.=321 °C) и золота (Тпл.=1064 °C). Лантаноидное сжатие даёт только частичное объяснение этой аномалии. В отличие от многих металлов, в газовой фазе ртуть также обнаруживается в одноатомной форме Hg(g). Также в газовой фазе обнаруживаются и стабильные частицы вида Hg22+(g). Перечисленные три свойства могут быть объяснены исходя из релятивистских свойств внешних электронных оболочек атомов ртути.
Hg2(g) не формируется потому, что 6s2-орбиталь сжимается благодаря релятивистскому эффекту и из-за этого мало подходит для образования каких-либо связей с другими атомами; на самом деле Hg-Hg соединение должно быть в основном результатом ван-дер-ваальсовых сил, что объясняет, почему взаимодействие Hg-Hg достаточно слабое, чтобы позволить ртути быть жидкостью при комнатной температуре.
Разница между Au2(g) и Hg(g) сходна с разницей между H2(g) и He(g). Релятивистское сжатие 6s2-орбитали меняет свойства ртути таким образом, что газообразная ртуть может быть названа «псевдо-благородным газом».

### Цвет золота и цезия
Отражательные свойства Au, Ag, Al показаны на рисунке справа. Человеческий глаз видит электромагнитное излучение с длиной волны около 600 нм как жёлтый свет. Как видно из его спектра отражения, золото кажется жёлтым, так как оно поглощает синий свет больше, чем другие видимые длины волн света. В отражённом свете (который и определяет то, что мы видим) меньше представлена синяя часть оптического спектра.
Поглощение света происходит за счёт электронного перехода 5d --> 6s уровня. Аналогичный переход происходит и в случае Ag, но релятивистские эффекты ниже для Ag. Несмотря на небольшое сжатие 4d- и 5s-орбиталей, расстояние (разница энергий) между ними для Ag по-прежнему намного больше, чем 5d-6s расстояния у Au, так как релятивистские эффекты в последнем случае значительно сильнее. Таким образом, нерелятивистское золото будет белым. Релятивистские эффекты обеспечивают повышение энергии 5d-орбитали и снижение энергии 6s-орбитали.
Аналогичный эффект имеет место для цезия. В то время как другие щелочные металлы серебристо-белые, цезий имеет ярко выраженный золотистый оттенок.

### Прочие явления
Другие явления, обычно объясняемые с помощью релятивистских эффектов:
- Существование фторида ртути (IV)[10][11]
- Аурофильность[англ.][12][13]
- Кристаллическая структура свинца (ГЦК вместо алмазоподобной)
- Поразительное сходство между цирконием и гафнием
- Небольшие атомные радиусы франция и радия
- Около 10 % лантаноидного сжатия объясняется релятивистской поправкой к массе электрона
- Для некоторых элементов (например, золото-79 — которое почти вдвое плотнее, чем свинец-82) значительно больше 10 % сжатия объясняется релятивистской поправкой

## Влияние на структуру соединений
С помощью релятивистских эффектов объясняют стабильность анионов «благородных» металлов в таких соединениях, как
- аурид цезия[14]
- платиниды цезия[15] и бария
- Стабильность катиона уранила, а также катионов соседних с ураном актиноидов (Pa-Am) в высоких степенях окисления
- Повышение степени ковалентности связей M-L (металл-неметалл) в соединениях трансактиниевых элементов. На примере соединений вида ML5 четырёх элементов, показано, что ковалентность связей повышается в результате понижения эффективного заряда на атомах металла и повышения заселённости связывающих орбиталей[2].